# STRBP
La proteína de unión al ARN perinuclear espermátide es una proteína que en los seres humanos está codificada por el gen STRBP..